# Partit Social Imberakuri
El Partit Social Imberakuri (francès Parti Social Imberakuri, PSI, kinyarwanda Ishyaka ry’Imberakuri Riharanira Imibereho Myiza és un partit polític de Ruanda.

## Història
El partit va ser format per Bernard Ntaganda el 14 de desembre de 2008 després d'abandonar el Partit Socialdemòcrata. A causa del que el govern va considerar manifestacions il·legals, els líders del partit inclòs Ntaganda van ser arrestats el 24 de juny de 2010 i alliberats el 9 de juliol de 2010, encara que a Ntaganda li van denegar la llibertat sota fiança i va ser condemnat a quatre anys de presó el 2011. Fou alliberat el 2014.
El partit es va presentar a les Eleccions parlamentàries ruandeses de 2013, però no va aconseguir escó.